# Malanotte del Piave
Malanotte del Piave o Piave Malanotte è la DOCG di un vino la cui produzione è consentita nelle province di Treviso e Venezia.

## Zona di produzione
La zona di produzione comprende:
- L'intero territorio dei seguenti comuni:
  - In provincia di Treviso: Arcade, Breda di Piave, Casale sul Sile, Cessalto, Chiarano, Cimadolmo, Codognè, Fontanelle, Godega di Sant'Urbano, Gorgo al Monticano, Mareno di Piave, Maserada sul Piave, Monastier di Treviso, Oderzo, Ormelle, Ponte di Piave, Ponzano Veneto, Portobuffolé, Povegliano, Roncade, Salgareda, San Biagio di Callalta, San Fior, San Polo di Piave, Santa Lucia di Piave, Spresiano, Vazzola, Zenson di Piave;
  - In provincia di Venezia: Fossalta di Piave, Marcon, Meolo, Noventa di Piave, Quarto d'Altino, San Donà di Piave;
- Parte del territorio dei seguenti comuni:
  - In provincia di Treviso: Carbonera, Casier, Gaiarine, Mansuè, Mogliano Veneto, Orsago, Preganziol, Silea, Villorba, Colle Umberto, Conegliano, Cordignano, Giavera del Montello, Montebelluna, Motta di Livenza, Nervesa della Battaglia, Paese, San Vendemiano, Susegana, Trevignano, Vittorio Veneto, Volpago del Montello.
  - In provincia di Venezia: Venezia, Ceggia, Eraclea, Jesolo, Musile di Piave, Torre di Mosto.

## Storia
La DOCG prende il nome da Borgo Malanotte, caratteristica frazione medievale di Vazzola, zona centrale nella coltivazione dei rabosi. Nel territorio tra il fiume Piave e la laguna Veneta è certificata la presenza della viticoltura dal 181 a.C. Dopo le varie invasioni barbariche che hanno portato alla distruzione delle viti, la coltivazione riprese sotto il dominio della Repubblica di Venezia: le casate nobili della Serenissima gareggiarono per produrre vini sempre migliori.

## Disciplinare
Il Piave Malanotte o Malanotte del Piave è stato Istituito con DM 22.12.2010 pubblicato sulla Gazzetta Ufficiale n. 4 del 07.01.2011.
Successivamente è stato modificato con
- DM 30.11.2011 GU 295–20.12.2011 pubblicato sul sito ufficiale del Mipaaf
- La versione in vigore è stata approvata con D.M. 07.03.2014 pubblicato sul sito ufficiale del Mipaaf[1]

## Tipologia
Uvaggio Raboso Piave 70%, Raboso Veronese dal 25 al 30%. Altri vitigni fino al 5%
Una quota dal 15% al 30% deve essere sottoposta ad appassimento.
| titolo alcolometrico minimo    | 12,50% vol.                                                 |
| acidità totale minima          | 5,5 g/l.                                                    |
| estratto secco minimo          | 26,8 g/l.                                                   |
| residuo zuccherino massimo     | 8,0 g/l.                                                    |
| resa massima di uva per ettaro | 120 q.                                                      |
| resa massima di uva in vino    | 70 % le uve fresche, 40% le uve passite.                    |
| invecchiamento                 | almeno 36 mesi, di cui almeno 12 in botte e 4 in bottiglia. |

### Abbinamenti consigliati
Primi piatti con sughi di carne, carne arrosto o alla griglia, selvaggina, formaggi stagionati.